# سگلسس
سگلسس یا سگللسس یا ساگالسوس یا ساگالاسوس (یونانی: Σαγαλασσός) یک منطقه باستانی در جنوب غربی ترکیه، در حدود ۳۰ کیلومتری اسپارتا و در منطقه ای در غرب کوه‌های توروس است. خرابه‌های باستانی ساگالاسوس، در کوه آکداغ، در رشته کوه‌های توروس غربی، در ارتفاع ۱۴۵۰ تا ۱۷۰۰ متری قرار دارد.
اسناد هیتی‌ها به یک مکان کوهستانی از سلوسا (سالاواسا) در قرن چهاردهم قبل از میلاد اشاره دارد و این شهر در طول فرهنگ فریژی و لیدی گسترش یافته‌است.

## تاریخ
ساگالاسوس یکی از ثروتمندترین شهرهای پیسیدیا بود که اسکندر مقدونی آن را در سال ۳۳۳ قبل از میلاد در راه ایران فتح کرد.
در سال ۳۹ قبل از میلاد توسط آمینتاس، پادشاه غلاطیه، تسخیر شد، اما پس از کشته شدن او در ۲۵ قبل از میلاد، روم آنجا را به استان غلاطیه خود تبدیل کرد.